# Sai Dessa, Recruta
Sai Dessa, Recruta é um filme brasileiro de 1960, do gênero comédia, com direção de Hélio Barrozo Netto.
Estrelado por Ankito, foi um dos primeiros filmes da carreira cinematográfica de Jorge Loredo. Boa parte dos elementos cômicos no roteiro de Alípio Ramos e Hélio Barrozo Netto vem da exploração de estereótipos nordestinos, envolvendo o casal de protagonistas e o cabo baiano vivido por Mário Tupinambá

## Sinopse
O recruta paraibano Aparício (Ankito), recém-casado com Hermengarda (Consuelo Leandro), vem prestar serviço militar no Rio de Janeiro. Quando Hermengarda resolve vir também para o Rio com o irmão mais novo, Chiquinho, Aparício esconde a família num depósito nos fundos do quartel, já que não tem dinheiro para uma pensão onde caibam todos. A situação origina uma série de confusões, enquanto o sargento Leão (Renato Restier) tenta descobrir o que está acontecendo.

## Elenco
- Ankito - Aparício;
- Consuelo Leandro - Emengarda;
- Mário Tupinambá - Acarajé;
- Renato Restier - Sargento Leão;
- Jorge Loredo - O Louco;
- Paulo Roberto da Silva - Chiquinho, o garoto;
- Maria Vidal - Dona Margarida;
- Francisco Dantas - Coronel;
- Alfredo Viviani - Salim;
- Duarte de Morais - Português;
- Martim Francisco - Sentinela 1;
- Yara Lex - Empregada;
- Rafael de Carvalho - Motorista do pau de arara;
- Valença Filho - Motorista do caminhão;
- Arthur Sanches - Farmacêutico;
- Francisco Martorelli - Italiano;
- Grijó Sobrinho - Cozinheiro;
- Olivia de Carvalho - Gertrudes;
- João Henrique - Perna de Pau;
- Pato Preto - Sentinela Negro;
- Washington Nogueira - Sentinela 2;
- Gilson - Tenente;[4]